# Villanueva la Lastra
Villanueva la Lastra es una localidad y una entidad local menor situadas en la provincia de Burgos, comunidad autónoma de Castilla y León (España), comarca de Las Merindades, partido judicial de Villarcayo, ayuntamiento de Villarcayo de Merindad de Castilla la Vieja.

## Geografía
En la vertiente mediterránea de la provincia en la margen izquierda del  Nela  junto a la ciudad de Medina de Pomar, e integrado en su trama urbana. Situado a 4 km de Villarcayo, cabeza de partido, y a  79 de Burgos. 

### Comunicaciones
- Carretera:  Local BU-V-5619 de acceso a la autonómica CL-628, recientemente proyectada como autovía.

## Demografía
En el censo de 1950 contaba con  118 habitantes, reducidos a 29 en el padrón municipal de 2024.

## Historia
Aldea, conocida entonces como Villanueva Ribarcardo, de la Jurisdicción de Medina de Pomar, en el partido de Castilla la Vieja en Burgos, jurisdicción de señorío, ejercida por el Duque de Frías quien nombraba su alcalde ordinario.
A la caída del Antiguo Régimen queda agregado al ayuntamiento constitucional de Aldeas de Medina, en el partido de Villarcayo perteneciente a la región de  Castilla la Vieja. En el año 1901 se incorpora al municipio de Merindad de Castilla la Vieja.

## Patrimonio
Casa torre de Ribarcardo, construcción del siglo XIV, una de las casas más antiguas conservadas en la comarca. 
Iglesia de la Asunción de Nuestra Señora de estilo gótico popular.

## Parroquia
Iglesia católica de San Saturnino  dependiente de la parroquia de Paralacuesta en el Arciprestazgo de Medina de Pomar, diócesis de Burgos.